# 江藤俊司
江藤 俊司（えとう しゅんじ、2月3日 - ）は、日本の漫画家。代表作は『終極エンゲージ』（原作）。

## 略歴
18歳になったら上京して漫画アシスタントになろうと考えていたが、親が大学に行ってほしく、美術コースのある大学に入学。大学2年生のとき大学を辞め、漫画コースのある専門学校（福岡デザインコミュニケーション専門学校）に入る。専門学校2年生のとき、講師として入って来た「まいきー」と親しくなる。
専門学校卒業後、まいきーに誘われ講師になり、4年間務める。
その後、漫画投稿先の担当編集に「アシスタント先がある」と言われて上京するが、いざ上京すると「アシスタント先がない」と言われ、居酒屋でアルバイトをする。その間、親交のあった架神恭介のダンゲロスシリーズの執筆協力や、販売促進用の漫画のネームを描く仕事をする。また、まいきーと井上コウセイの「おも漫レイディオ」（ニコニコ動画、Youtube）にてサブパーソナリティを務める。
専門学校からの友人で、ジャンプSQで担当編集がついていた三輪ヨシユキの紹介で漫画原作を担当し、原作：江藤、漫画：三輪による読切「ハトシェプスト」が『ジャンプSQ.CROWN 2016SPRING』に掲載される。
「ハトシェプスト」の基本的な設定を引き継ぎ、2017年3月より少年ジャンプ+にて『終極エンゲージ』の連載を開始。
原作を務めた「神血の救世主～0.00000001％を引き当て最強へ～」がLINEマンガの総合ランキングで1位を獲得した。
2024年2月20日からLINEマンガで「俺だけ最強超越者～全世界のチート師匠に認められた～」の連載を開始。配信初日からLINEマンガの総合ランキングで1位を獲得した。

## 作品リスト
- ライトノベル『飛行迷宮学園ダンゲロス -『蠍座の名探偵』-』 原案（架神恭介著、2012年、講談社）
- ライトノベル『ダンゲロス1969』 ストーリー協力（架神恭介著、2015年）[12]
- 読切「ハトシェプスト」 原作（漫画:三輪ヨシユキ、ジャンプSQ.CROWN 2016SPRING、2016年4月15日）
- 読切「魔女姫さまの忍」 原作（漫画:山岸菜、ジャンプSQ.CROWN 2016SUMMER、2016年7月15日）
- 連載『終極エンゲージ』 原作（漫画:三輪ヨシユキ、少年ジャンプ+、2017年3月12日 - 2018年4月15日）
番外編の「休息エンゲージ」は江藤が漫画も担当している。
- 読切「後ろの四天王」原作（漫画:三輪ヨシユキ、少年ジャンプ+、2019年01月06日）
- 連載「鉄輪のカゲ・ルイ」原作（原作：ANIMA、漫画:井上菜摘、ebookjapanコミックス、2020年07月27日 - 2021年09月28日）
- 連載「神血の救世主～0.00000001％を引き当て最強へ～」原作・ネーム（線画：疾狼、背景:3rd Ie、着色・制作:studio No.9、LINEマンガ、2022年9月14日 - 連載中）
- 連載「俺だけ最強超越者～全世界のチート師匠に認められた～」原作（ネーム：フウワイ、線画：土田健太、背景:3rd Ie、着色:maruco、制作:studio No.9、LINEマンガ、2024年2月20日 - 連載中）

## イラスト・漫画
- 「SQ.MANGA Trailer 第8回 江藤俊司先生×シン・ゴジラ」（ジャンプSQ. 2016年8月号）[13]
- 戦闘破壊学園ダンゲロス・ボードゲーム - 「小泉ヒズミ」のイラスト（2017年5月）[14]
- 「SQ.MANGA Trailer 第24回 江藤俊司先生×GODZILLA 怪獣惑星」（ジャンプSQ. 2017年12月号）[15]
- 戦闘破壊学園ダンゲロス・ボードゲーム - 「園城寺サカナ＋小泉ヒズミ」のイラスト（2018年5月）[16]

## 動画参加
- ニコニコ動画、Youtube「おも漫レイディオ」サブパーソナリティ（2016年2月22日 - ）[17][18]

## イベント出演
- 2017年12月 「かっぴー×nifuni×江藤俊司×林士平『左ききのエレン』（集英社）刊行記念「『左ききのエレン』×『終極エンゲージ』少年ジャンプ＋の人気連載が公開編集会議！」」[19]